# عمری آفک
عمری آفک (به انگلیسی: Omri Afek) هافبک اهل اسرائیل است که از سال ۲۰۰۲ تا ۲۰۰۶ میلادی عضو تیم ملی فوتبال اسرائیل بوده و در ۲۷ بازی ملی حضور داشته است. عمری آفک توانسته در بازی‌های ملی، ۵ گل به ثمر برساند.